# Arachnocrea
Arachnocrea is een geslacht behorend tot de familie Hypocreaceae van de ascomyceten. De typesoort is Arachnocrea stipata.

## Genera
Volgens Index Fungorum telt het geslacht vier soorten (peildatum februari 2024):
| Soortnaam             | Auteur(s)                   | Publicatiejaar |
| --------------------- | --------------------------- | -------------- |
| Arachnocrea papyracea | (Ellis & Holw.) E. Müll.    | 1962           |
| Arachnocrea scabrida  | Yoshim. Doi                 | 1972           |
| Arachnocrea stipata   | (Lib. ex Fuckel) Z. Moravec | 1956           |